# Gülcher
Gulcher est un groupe de musique pop français, originaire de Paris.

## Biographie
Gülcher est formé à la fin 2003 à Paris. Il se compose d'un chanteur anglais et trois parisiens. Leur nom lest emprunté au critique rock Richard Meltzer. En 2005, ils sortent un premier single baptisé You Girls, le 15 octobre. Leur premier album, intitulé After Nature, sort le 7 novembre 2006. Le premier morceau extrait de l'album s'intitule Up Against the Wall.
En 2012, le groupe signe avec le label lyonnais Without My Hat Records où il sort un 45 tours intitulé Johnny's Square / Bird Nine, le 16 avril. Un deuxième album, baptisé Cocktails, sort le 30 juin 2014, toujours chez Without My Hat Records,,,,.

## Membres
- Laurence Remila — chant
- Johan Dalla Barba — chant
- Alexander Faem — guitare
- Alexandre Rouger — basse
- Ronan Queffeulou — batterie

## Discographie

### Albums studio
- 2006 : After Nature
- 2014 : Cocktails

### Singles et EP
- 2005 : You Girls
- 2012 : Johnny's Square / Bird Nine